# 立川市立第五小学校
立川市立第五小学校（たちかわしりつ だいごしょうがっこう）は、東京都立川市高松町一丁目にある公立の小学校である。2020年、創立80年を迎えた。北校舎と南校舎、体育館に分かれている。

## 校区
- 高松町1丁目[1]
- 高松町2丁目
- 高松町3丁目（1番から14番まで、15番１号から10号まで及び20号から25号まで、16番１号から8号まで及び17号から22号まで、17番1号から9号まで及び17号から19号まで、18番１号から8号まで及び16号から21号まで、19番１号から9号まで及び15号から19号まで、20番1号から8号まで及び15号から20号まで並びに21番1号から11号まで及び20号から25号まで）
- 栄町3丁目（1番地から29番地まで）
- 栄町4丁目（1番地から43番地まで）